# Список дипломатических миссий Мадагаскара

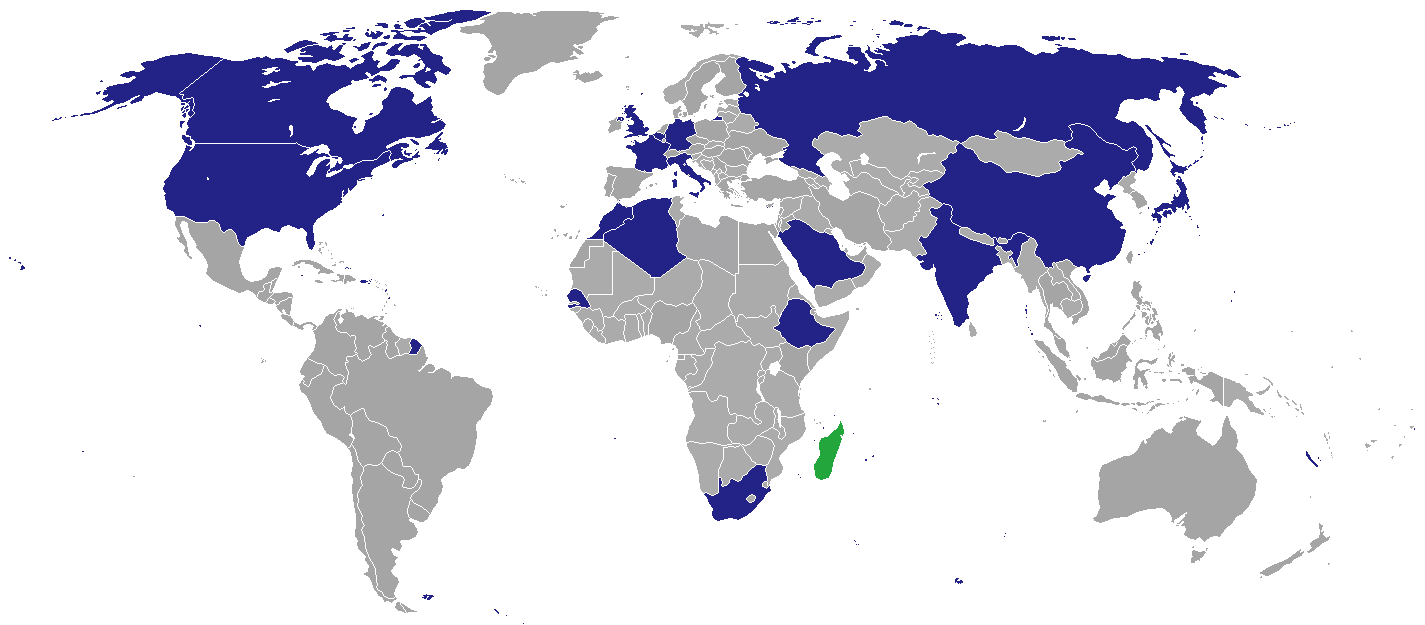
Дипломатические миссии Мадагаскара
Мадагаскар
посольства

Список дипломатических миссий Мадагаскара — перечень дипломатических миссий (посольств) и генеральных консульств Мадагаскара в странах мира (не включает почётных консульств).

## Европа
- Бельгия
  - Брюссель (посольство)
- Германия
  - Берлин (посольство)
- Италия
  - Рим (посольство)
- Россия
  - Москва (посольство)
- Франция
  - Париж (посольство)

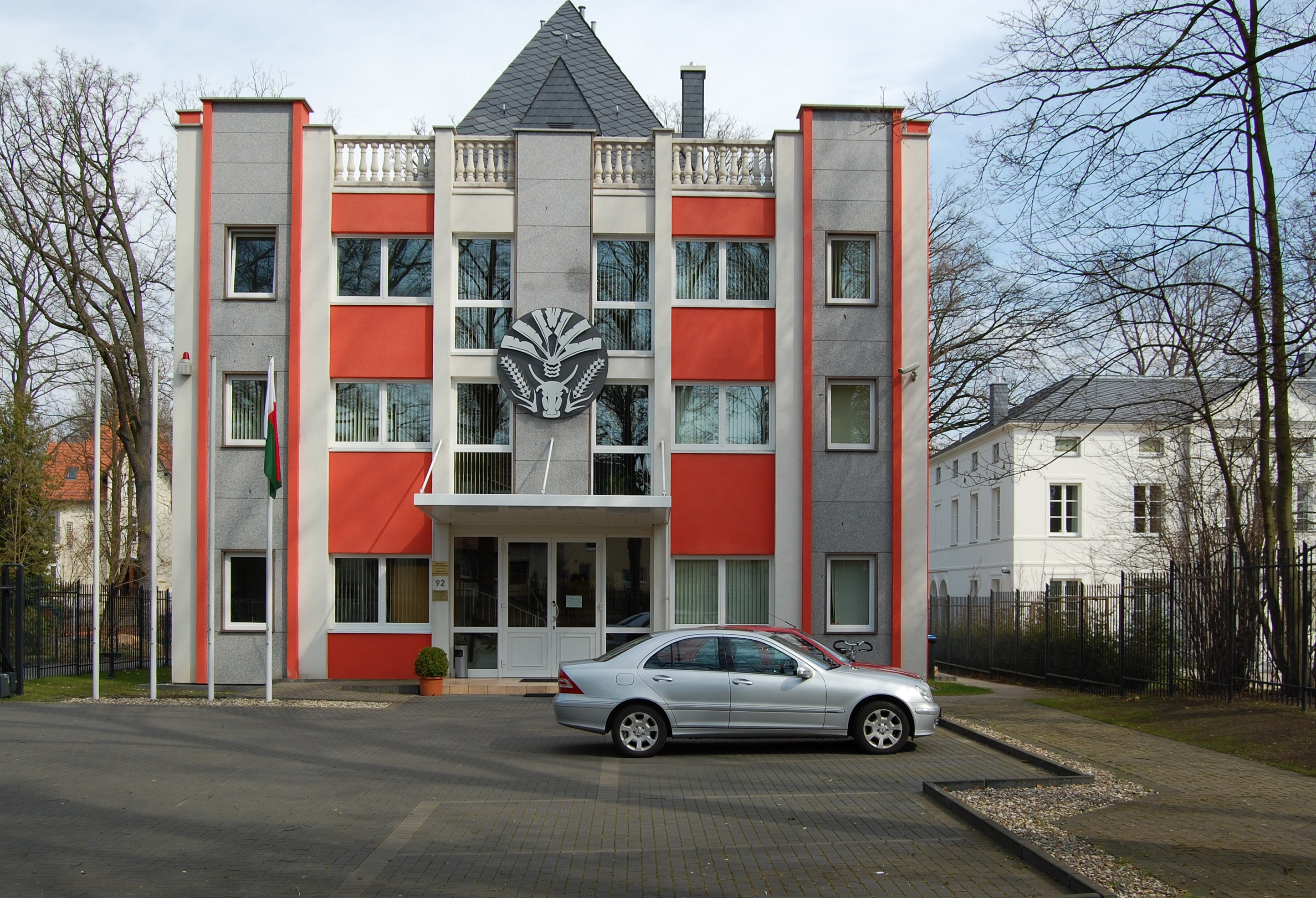
Посольство Мадагаскара в Берлине

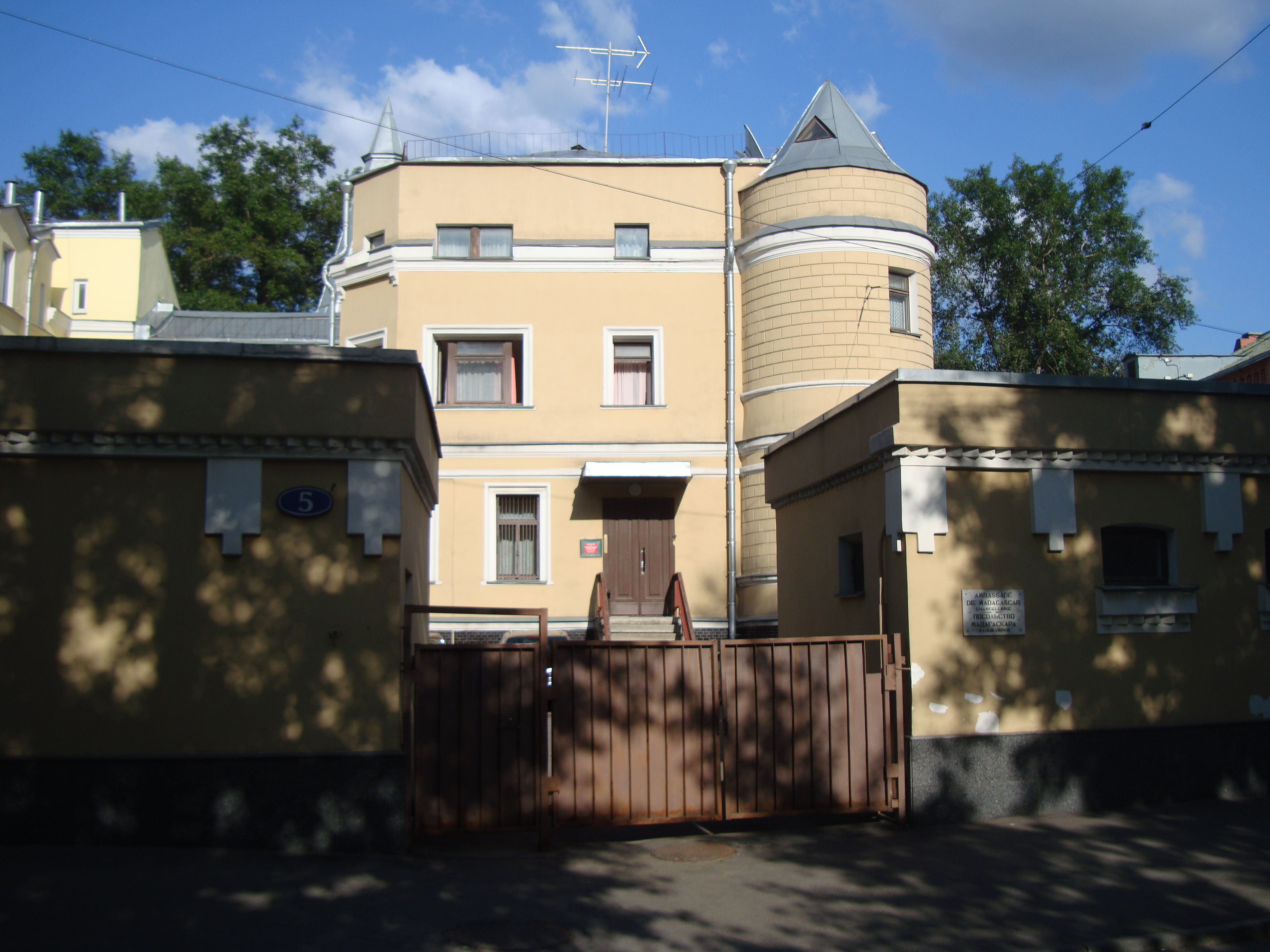
Посольство Мадагаскара в Москве

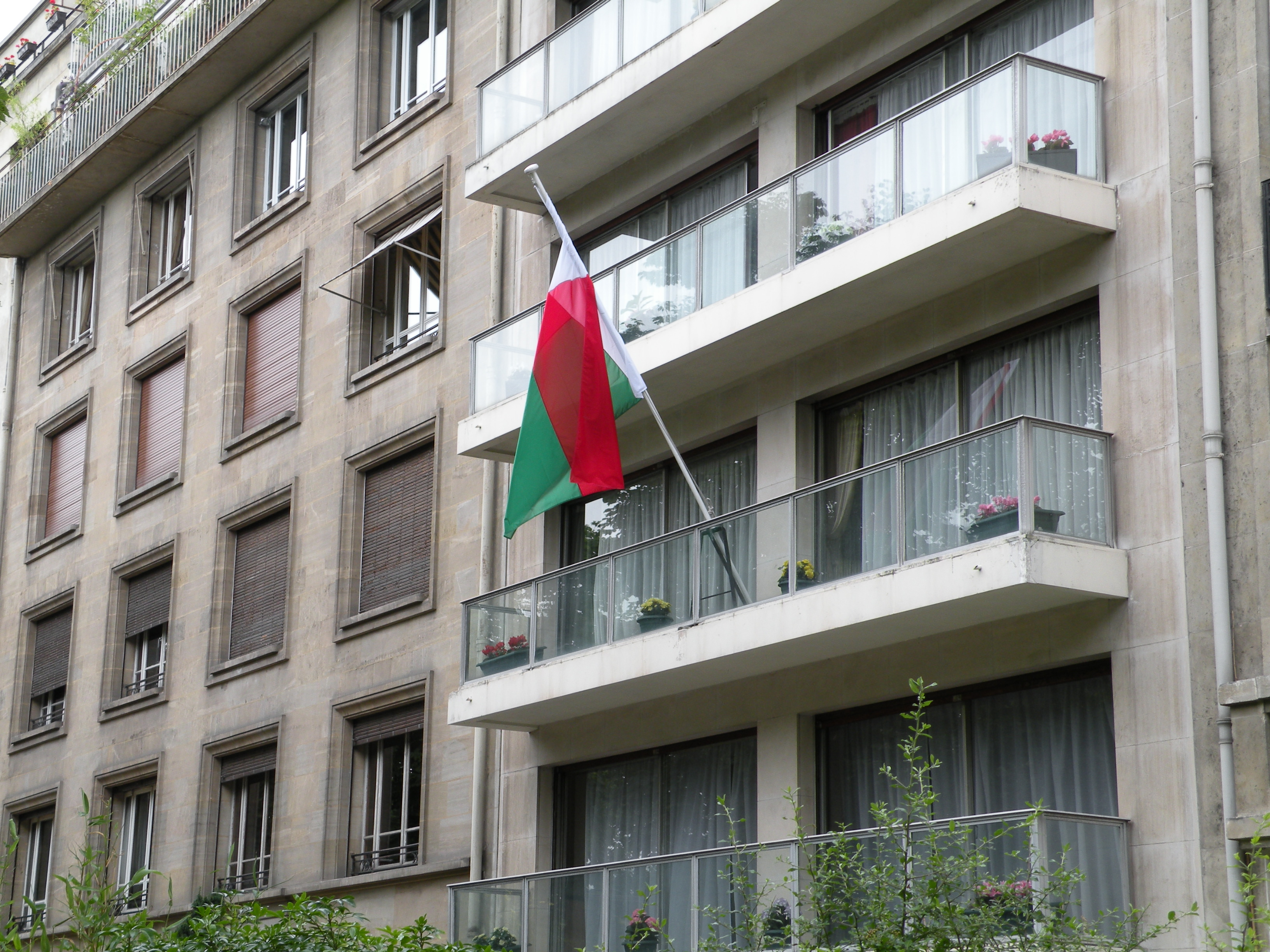
Посольство Мадагаскара в Париже

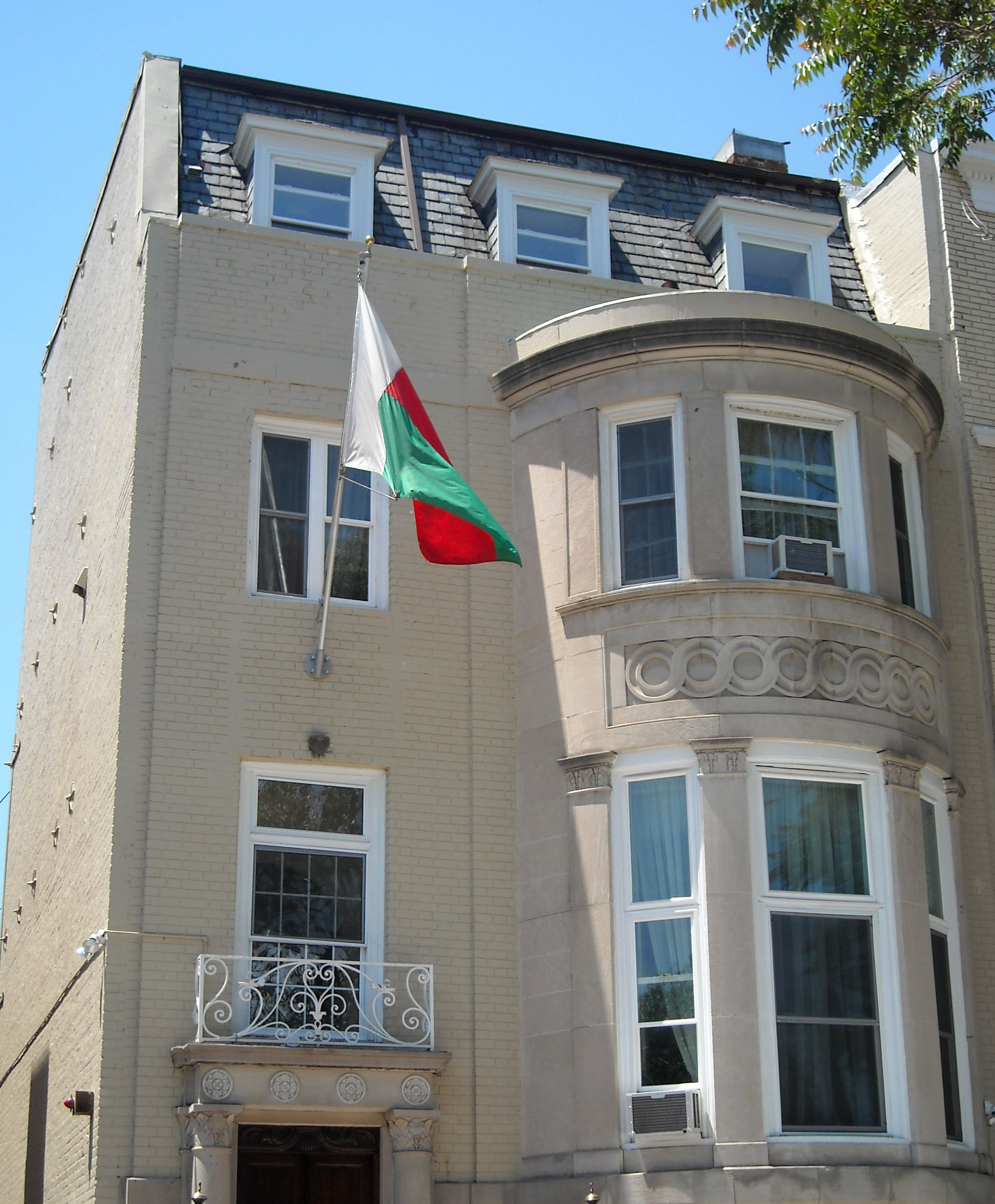
Посольство Мадагаскара в Вашингтоне

  - Марсель (генеральное консульство)
  - Сен-Дени (генеральное консульство)

## Азия
- Китай
  - Пекин (посольство)
- Япония
  - Токио (посольство)

## Америка
- Канада
  - Оттава (посольство)
- США
  - Вашингтон (посольство)

## Африка
- Алжир
  - Алжир (посольство)
- Ливия
  - Триполи (посольство)
- Маврикий
  - Порт-Луи (посольство)
- Сенегал
  - Дакар (посольство)
- Эфиопия
  - Аддис-Абеба (посольство)
- ЮАР
  - Претория (посольство)
  - Кейптаун (генеральное консульство)

## Международные организации
- Аддис-Абеба (постоянное представительство при Африканском союзе)
- Брюссель (постоянное представительство при ЕС)
- Женева (постоянное представительство при ООН и международных организациях)
- Нью-Йорк (постоянное представительство при ООН)
- Париж (постоянное представительство при ЮНЕСКО)